# Ropice (Ropica)
Ropiceⓘ (Ropica) – przystanek kolejowy w Ropicy, w kraju morawsko-śląskim, w Czechach. Znajduje się na wysokości 295 m n.p.m..

## Historia
Przystanek kolejowy został otwarty w 1888 roku gdy znalazł się na linii Kolei Miast Morawsko-Śląskich, łączącej Morawy i Śląsk Cieszyński. Na stacji zlokalizowano 
piętrowy budynek dworcowy, w którym została umieszczona poczekalnia oraz kasa biletowa z toaletami. Niedaleko umieszczono magazyn towarowy, do którego dawniej doprowadzono tor kolejowy. Do grudnia 2002 roku przystanek  funkcjonował jako stacja kolejowa. Wówczas tory dodatkowe zostały rozebrane. Od grudnia 2020 roku funkcjonuje jako przystanek na żądanie. 